# Roland-malom (Bréma)

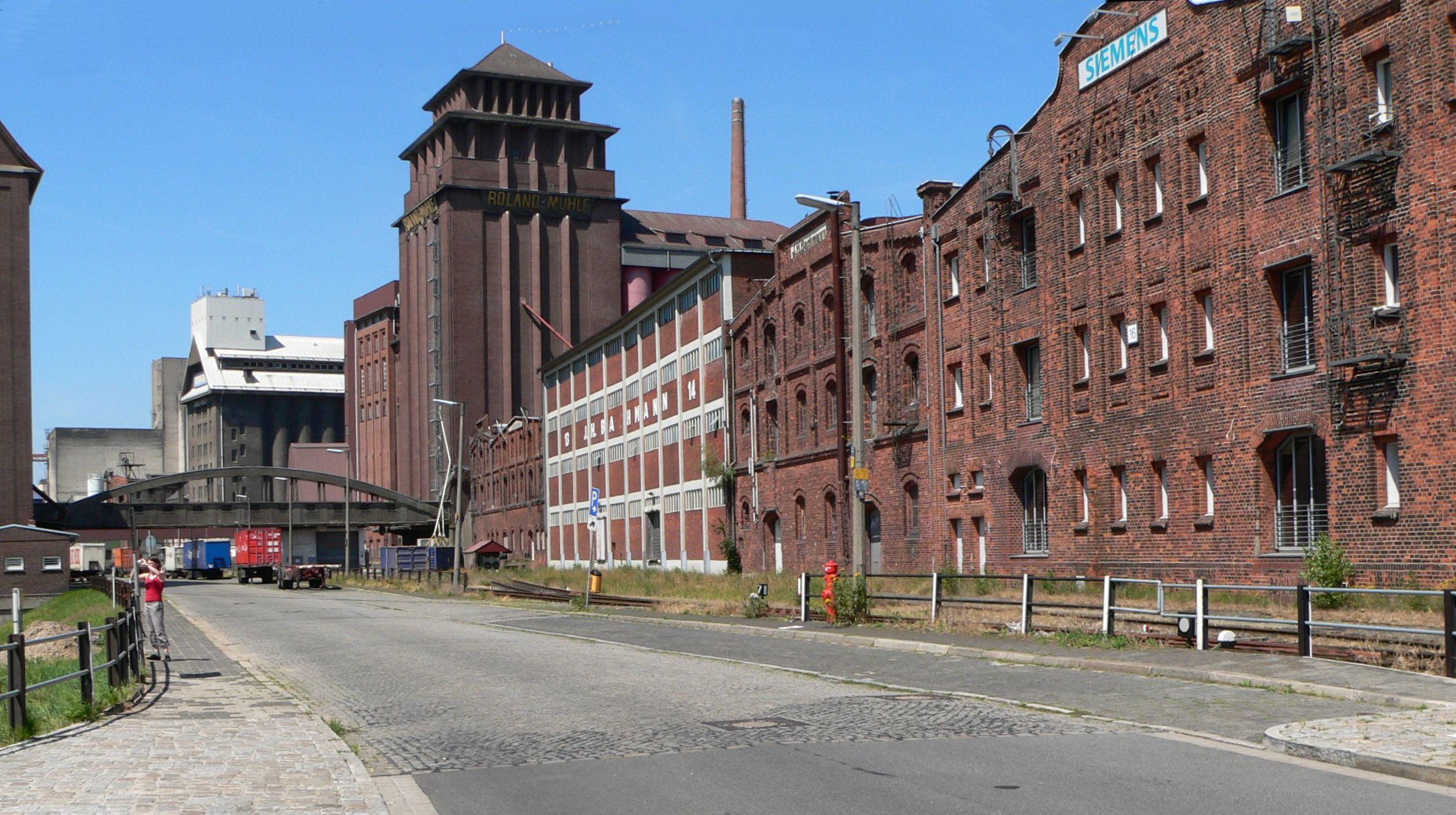
A Roland-malom tornya és környéke

A Roland-malom egy élelmiszeripari létesítmény a németországi Brémában. Tornya az első világháború óta magasodik a brémai városi kikötő dokkjai fölé. A malom és környéke az utolsó területek egyike, amely a második világháború bombázásait is átvészelve őrzi még a századforduló építészeti megoldásait, hangulatát.

## Története
A brémai Erling család 1832-ben saját tulajdonú vállalkozásként alapította meg a Roland-malmot. A család eredeti szélmalma ma is látható a brémai belváros peremén. Az ipari forradalom németországi kiteljesedésével a szélmalmok nem tudtak lépést tartani. Az 1897-ben a még építés alatt álló Holzhafen nevű kikötőmedence mellé telepítette a család azt modern gőzmalmot, amely már a kor minden igényét kielégítette. Átadása után a malom napi 100 tonna lisztet állított elő. A saját kikötőhellyel rendelkező Roland-malomba a világ minden részéből tengerjáró hajókon érkezett a gabona, a lisztet pedig  folyami bárkákon szállították Németország belső vidékeire. Az elkövetkezendő években a teljesítmény napi 800 tonnára növekedett. 1925-ben az art-deco stílus jegyeit viselve épült fel az első silótorony, majd 1940-ben a második is, amely együtt már 30 000 tonna gabona tárolására volt lehetőség. A társilók Európa legmagasabb ilyen építményei voltak. A második világháborús bombatámadásokat a malom túlélte. A 20. század második felében a Roland-malom mellé további silókat építettek.
1979. február 6-án a malomban karbantartási munkálatok zajlottak. Az évtizedeken át a berendezésekben felgyűlt lisztpor egy kisebb helyi tűz miatt berobbant. A lökéshullám szétvetette a silók tetejét, az épület falai több helyen ledőltek, a födémszerkezet az épületbe omlott. A környék lakóházainak ablakai is betörtek és 30 hektáros körzetben liszteső hullott. A robbanásban a malom 14 munkatársa vesztette életét, míg 17-en súlyosan megsérültek, a robbanás 100 millió német márka kárt okozott. A Roland-malom katasztrófája a legnagyobb ismert lisztpor-robbanás Németország történetében.
A katasztrófa után a malmot újjáépítették. A Roland-malom ma is a környező városrészek egyik legfontosabb munkaadója. Jelenleg az egyetlen tengerentúlról érkező alapanyagot feldolgozó malom Németországban.

## Galéria

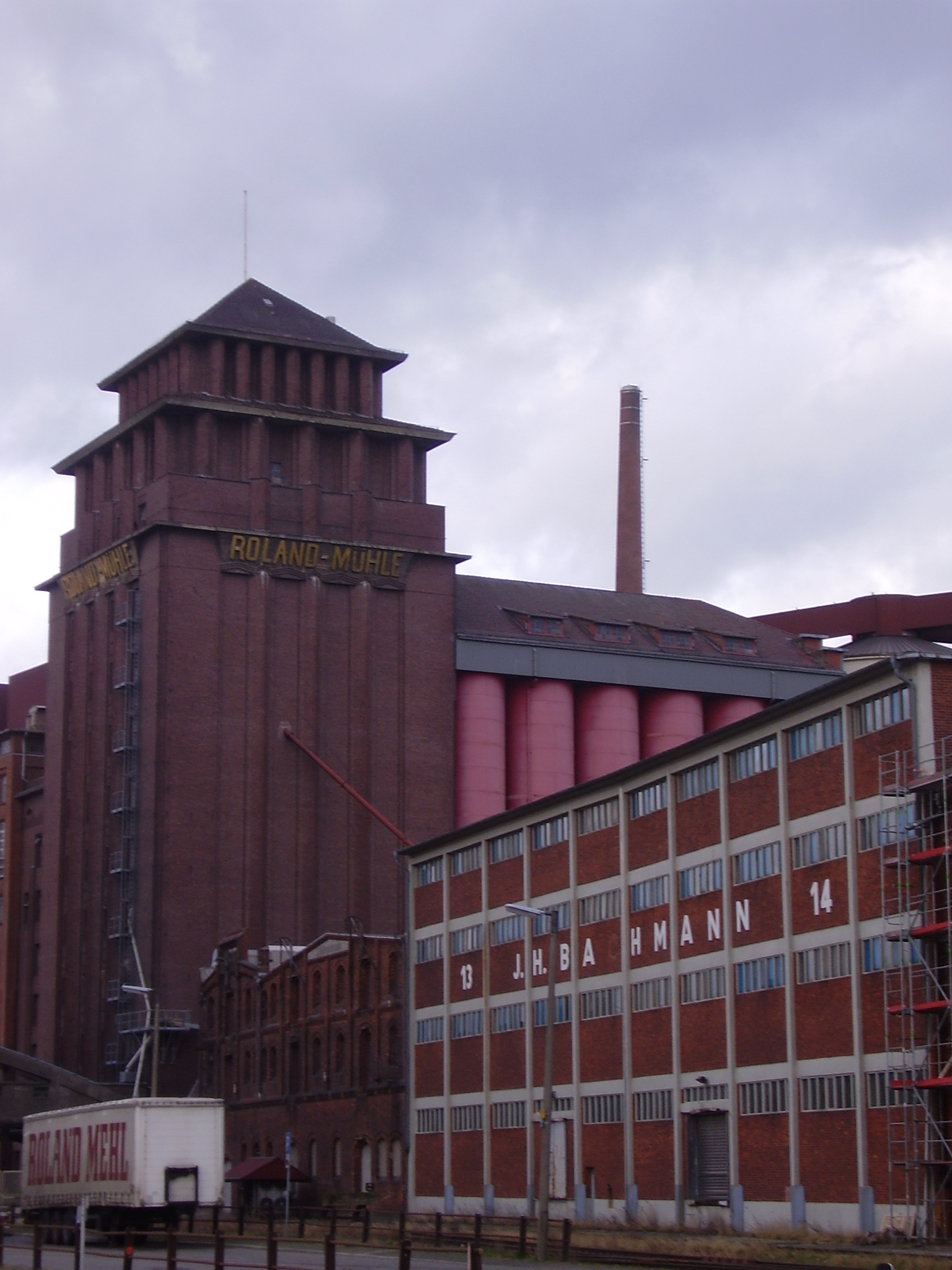
A malom tornya és silói
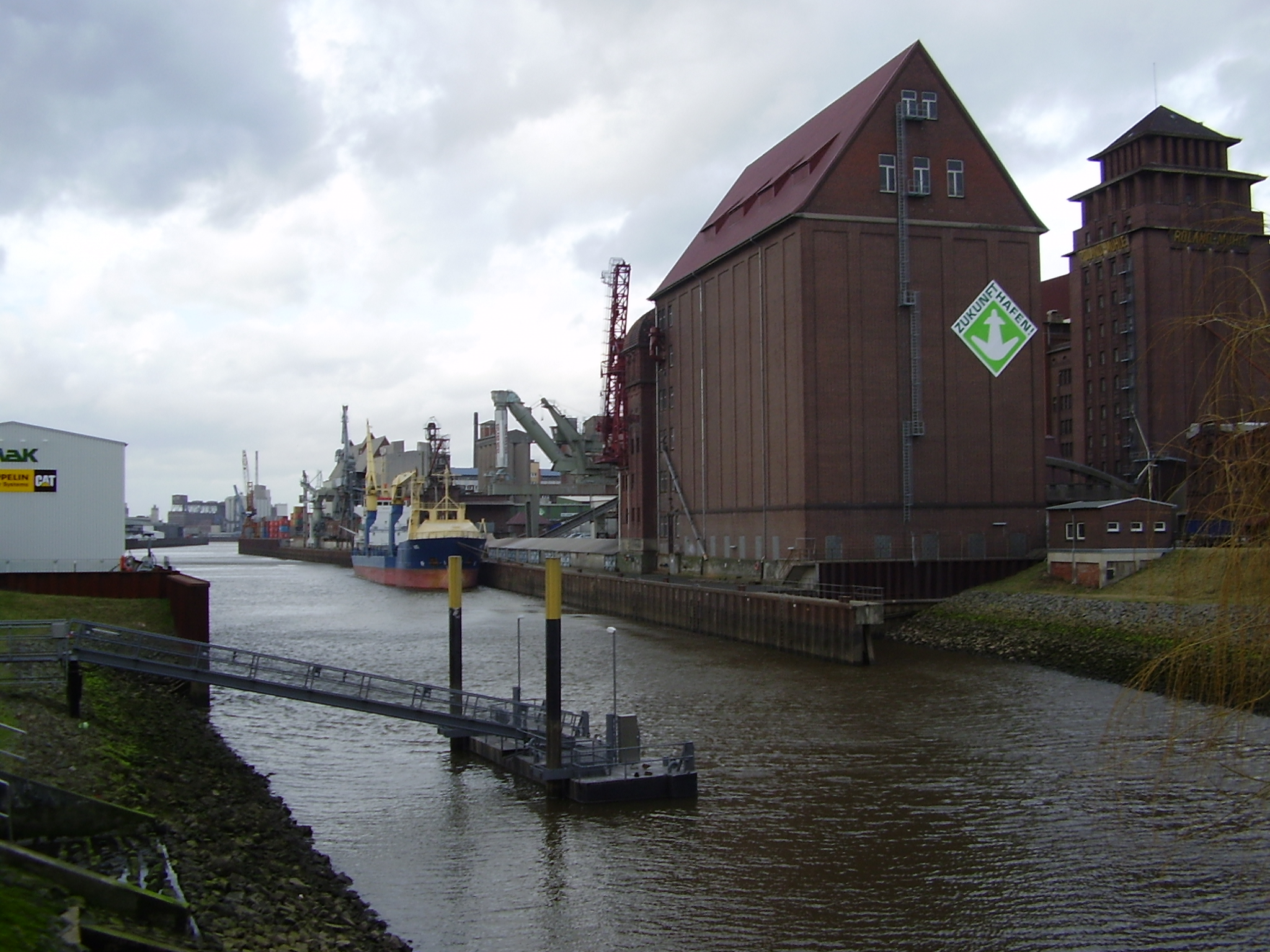
A Roland-malom rakpartja
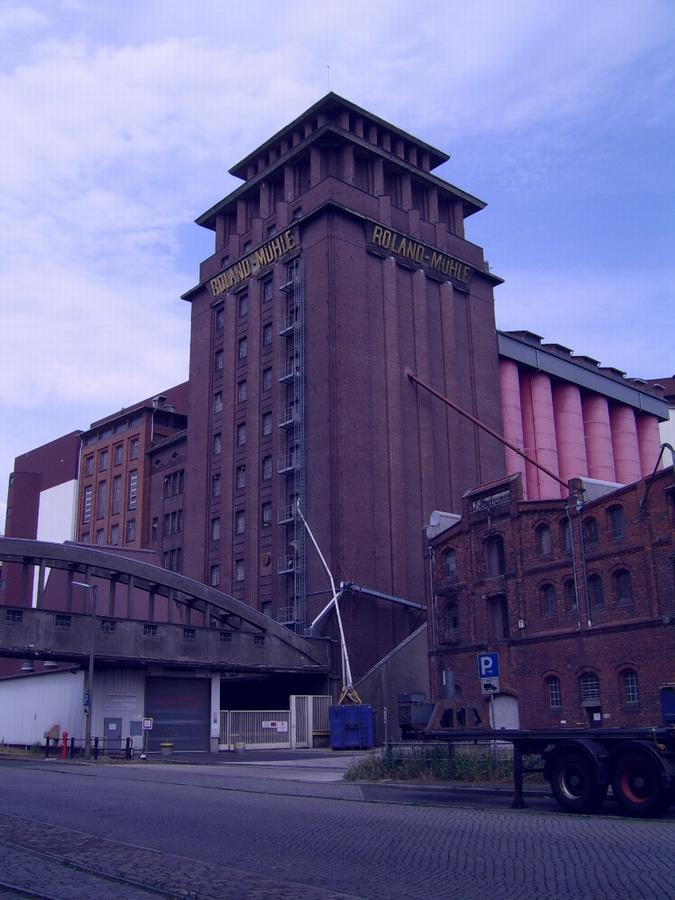
A Roland-malom tornya közelről

## Fordítás
- Ez a szócikk részben vagy egészben  a   Rolandmühle című német Wikipédia-szócikk ezen változatának fordításán alapul.  Az eredeti cikk szerkesztőit annak laptörténete sorolja fel. Ez a jelzés csupán a megfogalmazás eredetét és a szerzői jogokat jelzi, nem szolgál a cikkben szereplő információk forrásmegjelöléseként.